# 홍천초등학교 (강원)
홍천초등학교는 대한민국 강원특별자치도 홍천군에 있는 공립 초등학교이다.

## 학교 연혁
- 1908년 10월 5일 사립 광성의숙 개교
- 1912년 10월 1일 홍천공립보통학교 개칭
- 1937년 4월 1일 홍천화산공립심상소학교 개칭
- 1944년 4월 1일 홍천화산공립국민학교 개칭
- 1945년 9월 10일 홍천국민학교로 재개교
- 1962년 11월 12일 석화국민학교 분리, 학생 660명(11학급) 이관
- 1971년 4월 12일 남산국민학교 분리, 1학년 97명 이관
- 1996년 3월 1일 홍천초등학교로 개칭
- 2008년 10월 5일 개교 100주년 기념행사
- 2022년 12월 30일 제110회 졸업식(104명, 21,281명)
- 2023년 3월 1일 제31대 김진범 교장 취임

## 학교 상징
- 교화 - 장미

```
슬기와 용기로 큰 마음 다듬어 아름답고 탐스런 꽃을 피우니 희망과 정성 서로 엮어 진실과 사랑의 노래 부르고찬란하고 따뜻함으로 꿈의 나래 펼치는우리들의 교화 장미꽃이여!
```

- 교목 - 느티나무

```
올곧은 성품을 지니고 귀한 자리에서 값진 봉사로 영원 무궁할 지니 우뚝 솟은 그 기상 우리의 이상이라 청운의 높은 곳으로 길 열어 주고 빛 밝혀 가는 우리들의 교목 느티나무여!
```

## 참고 자료
- 홍천초등학교 - 한국교육학술정보원 학교알리미